# Annona deminuta
Annona deminuta är en kirimojaväxtart som beskrevs av Robert Elias Fries. Annona deminuta ingår i släktet annonor, och familjen kirimojaväxter. Inga underarter finns listade i Catalogue of Life.